# Alvar Alsterdal
Arne Alvar Emanuel Alsterdal, född 25 juli 1926 i Alsters församling, Värmlands län, död 14 februari 1991 med adress Utrikesdepartementets kurirexpedition, Stockholm, skriven på Stora Kils församling, Värmlands län, var en svensk journalist, författare, diplomat och översättare.
Alsterdal var från 1954 medarbetare i Arbetet, först som kulturchef och senare bland annat som tillförordnad chefredaktör och andreredaktör. Han blev pressråd i Bonn 1976 och London 1983. Alsterdal behandlade särskilt europeisk politik och kultur. Bland hans verk märks hans biografi över Axel Danielsson, Brandsyn i samhället (1963) och Bildningsresa: mest i väst (1982).